# ニコライ・ロバチェフスキー

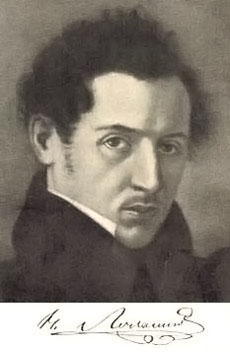
N・I・ロバチェフスキー

ニコライ・イワノビッチ・ロバチェフスキー（Никола́й Ива́нович Лобаче́вский, Nikolai Ivanovich Lobachevsky, 1792年12月1日 - 1856年2月24日（グレゴリオ暦）/1792年11月20日 - 1856年2月12日（ユリウス暦））はロシアの数学者である。

## 生涯
カザン大学に学び、21歳で同大学教授となり、1827年から1846年には学長も兼ねていた。1826年に幾何学の基礎に関する論文をカザン大学の物理・数学科に提出したが、刊行されずに失われた。1829年に大学学報にその学説を発表しさらに『幾何学の新原理並びに平行線の完全な理論』 (Новые начала геометрии с полною теорией параллельных) の中で詳しく展開した。ついで Geometrische Untersuchungen zur Theorie der Parallellinien (1840年) をベルリンで刊行した。これらによってロバチェフスキーはヤノーシュ・ボヤイとは独立に非ユークリッド幾何学の創始者となり、この新幾何学の自然的根拠についても深い省察を与えた。卓越した教育者であり、20年以上学長を務めたカザン大学で後進の指導を手がけ、レーニンの父であるイリヤ・ニコラエヴィチ・ウリヤノフはロバチェフスキーの推薦でドヴォリャンスキー学院の物理と数学の上席教師となった。

## 業績
- 1835年から1837年にかけての論文「幾何学の新原理並びに平行線の完全な理論」において、非ユークリッド幾何学の1つである双曲幾何学を築いた。双曲幾何学はロバチェフスキー幾何学とも呼ばれる。

## 文学
- 大魔王作戦（ポール・アンダースン）

魔法が科学的に扱える世界のSF作品。作中、主人公たちが地獄に侵攻するにあたり、地獄の空間の歪みを想定し、道案内として非ユークリッド幾何学の大家の精霊を呼び出した際に出現する。ただし彼は徳が高すぎた為、地獄侵攻の先頭に立つに相応しくないとして助言役にとどまり、同時に出現したボヤイが案内役を引き受けた。